# Brede, East Sussex
Brede är en ort och civil parish i Storbritannien.   Den ligger i grevskapet East Sussex och riksdelen England, i den sydöstra delen av landet, 80 km sydost om huvudstaden London. Brede ligger 68 meter över havet och antalet invånare är 1 715.
Terrängen runt Brede är platt.  Närmaste större samhälle är Hastings, 9,1 km söder om Brede. Trakten runt Brede består i huvudsak av gräsmarker.